# Augustus Bertelli
Augustus Bertelli (ur. 23 marca 1890, zm. 3 maja 1979) – brytyjski kierowca wyścigowy.

## Kariera
W wyścigach samochodowych Bertelli startował głównie w wyścigach samochodów sportowych. W latach 1928, 1931-1934 Brytyjczyk pojawiał się w stawce 24-godzinnego wyścigu Le Mans. W pierwszym sezonie startów nie zdołał osiągnąć linii mety. Trzy lata później odniósł już zwycięstwo w klasie 1.5, a w klasyfikacji generalnej uplasował się na piątej pozycji. W sezonie 1932 ponownie stanął na podium klasy 1.5, jednak teraz na jego najniższym stopniu. Rok później w klasie 1.5 uplasował się na drugim miejscu, a w klasyfikacji generalnej był siódmy.